# Défense des cultures
La défense des cultures ou protection des cultures a pour but de réduire les pertes de récoltes, directes ou indirectes, dues à l'activité des bioagresseurs et de divers facteurs abiotiques. Ces pertes peuvent intervenir pendant la période de culture, avant la récolte, ou après celle-ci, en phases de transport, stockage et transformation des produits agricoles. Elle est vitale pour l'homme car, selon l'adage, « l'agriculteur ne reçoit que ce que les parasites veulent bien lui laisser ».
On estime qu'environ 50 % de la production agricole mondiale est perdue avant ou après la récolte.
Elle est d'autant plus nécessaire que les plantes cultivées sont le plus souvent des variétés sélectionnées en vue d'améliorer leur rendement et la qualité des produits recherchés. Ces modifications de leur patrimoine génétique les rendent plus fragiles aux agressions de leur environnement, qu'il s'agisse des agressions d'organismes parasites ou phytophages, de la concurrence des mauvaises herbes ou d'accidents climatiques.
La défense des cultures, particulière qui concerne l'agriculture, mais également l'horticulture et la sylviculture, se traduit par diverses stratégies de lutte, des pratiques culturales et des législations locale et régionale. L'apport de nouvelles pratiques culturales est développé pour la pérennité des milieux agricoles. Par exemple, la permaculture limite des interventions défensives coûteuses en temps et en espèce.

## Lutte contre les agressions physiques
- Protection contre les intempéries
- Soins aux blessures (accidentelles ou consécutives à la taille)

## Lutte contre les carences nutritionnelles
- Amendements
- Fertilisation

## Contrôle et lutte contre les ennemis des cultures
L'objectif de la gestion des ennemis des cultures, ou bioagresseurs, est de limiter les pertes économiques causées par eux, ce qui peut inclure, mais pas systématiquement, la limitation des dégâts ou symptômes observés et la limitation des pertes de récolte. En effet, dans certains cas, les dégâts observés n'entraînent par de perte de récolte. De même une augmentation des pertes de récolte n'entraîne pas systématiquement une augmentation des pertes de récolte, notamment si les économies liées à la diminution de la lutte contre le bioagresseur sont plus importantes que les pertes économiques. Dans certains cas très limités, l'action du bioagresseur peut même augmenter la valeur de la récolte (cas de la tulipomanie, du charbon du maïs…).
La gestion des bioagresseurs fait appel à plusieurs types de techniques. Les techniques de contrôle ont un but prophylactique. Elles incluent le contrôle cultural, qui vise à modifier le système de culture, et le contrôle génétique qui consiste dans le choix de variétés résistantes ou tolérantes aux bioagresseurs. Les techniques de lutte ont un but curatif et visent à limiter les dégâts quand les bioagresseurs sont présents dans la parcelle. On distingue la lutte chimique, par l'usage des pesticides, la lutte biologique, par l'usage d'organismes vivants, naturellement présents ou introduits dans l'agroécosystème, et la lutte physique, qui inclut toutes les techniques mécaniques (comme le désherbage mécanique), pneumatiques, thermiques (comme le désherbage thermique et la solarisation) et électromagnétiques (comme la clôture électrique).
Les méthodes de contrôle et de lutte peuvent intervenir à différentes étapes des cycles de la culture et des bioagresseurs. Des méthodes peuvent être utilisées pour agir sur le stock initial de bioagresseurs. Les stratégies d'évitement consistent à éviter la concordance dans le temps des bioagresseurs et des phases de la culture sensibles à leur action. Les stratégies d'atténuation en culture ont pour but de limiter les dégâts pendant la période de contact entre culture et bioagresseurs. Enfin, les solutions de rattrapage visent à limiter l'abondance des bioagresseurs par l'application des méthodes de lutte, et sont appliquées après toutes les autres stratégies.

### Méthodes de contrôle

#### Pratiques culturales
- Entretien de la biocénose du sol favorisant l'aération, la perméabilité (meilleure circulation de l'eau) et la productivité des sols avec l'apport de matière organique (humus), par l'action des divers micro et macro organismes (insectes, lombrics, etc.).
- Amélioration du sol (amendements, drainage, fumure), utilisation de plantes fixatrices d'azote (elaeagnus, certaines fabaceae…).
- Alternance des cultures (assolement ou rotation des cultures).
- Utilisation de variétés sélectionnées pour leur tolérance ou leur résistance aux maladies et ravageurs.
- Combinaison raisonnée de différentes espèces de plantes dans une même culture afin de limiter la propagation de certaines maladies ou ravageurs.
- Installation et entretien aux abords de la parcelle de haies, buissons, bosquets ou bois permettant aux différents prédateurs de se faire des abris.
- Épouvantails, objets brillants ou mobiles, pétards… susceptibles d'effrayer les bioagresseurs.
- Mesures de propreté du sol[réf. nécessaire].

#### Mesures réglementaires
- Contrôle de l'importation et des échanges de végétaux.

Il existe une Convention internationale pour la protection des végétaux.

#### Contrôle génétique
Le contrôle génétique comprend l'utilisation de variétés résistantes aux bioagresseurs.

### Méthodes de lutte directe

#### Lutte mécanique
- ramassage et destruction des parasites, échenillage, enlèvement des parasites végétaux
- pièges
- désinfection par des procédés thermiques
- protection physique (ensachage des fruits, filets contre les oiseaux, ceintures protectrices sur les troncs…)

#### Lutte chimique
C'est le recours aux produits phytopharmaceutiques ou phytopharmacie.

#### Lutte biologique
C'est l'utilisation d'organismes vivants tels que des oiseaux, des insectes, des bactéries, des virus… antagonistes des ravageurs ou des maladies attaquant les plantes cultivées. L'utilisation combinée de phéromones et de pièges est également fréquemment associée à la lutte biologique. À ne pas confondre avec l'agriculture biologique qui est une méthode de production agricole utilisant la lutte biologique, la lutte mécanique mais aussi certaines formes de lutte chimique. La lutte biologique peut être utilisée également par d'autres formes de production agricoles.

#### Lutte intégrée
La lutte intégrée est une méthode de protection phytosanitaire contre les insectes indésirables. Elle consiste à suivre l'évolution des nuisibles et de leurs prédateurs naturels, de décider d'un seuil d'action et de choisir parmi tous les moyens d'intervention disponibles (façons culturales, équilibres nutritifs, ennemis naturels et, en cas de nécessité, de produits chimiques), ceux qui s'avèrent les mieux adaptés sur le plan économique, écologique et toxicologique.

## Organisation de la défense des cultures en France
En France, les articles L. 252-1 et suivant du Code rural confient la lutte contre les organismes nuisibles (désormais appelés aussi "dangers sanitaires" depuis l'ordonnance du 22 juillet 2011 codifiée sous les articles L 201-1 et suivants du code rural et de la pêche maritime) à des Groupements de défense contre les organismes nuisibles fédérés au niveau national (FREDON France), régional (FREDON), départemental (FDGDON) et local (GDON).
À noter que les FREDON (niveau régional) sont aussi reconnues par l'État comme « Organismes à vocation sanitaire » ayant pour objet essentiel la protection de l'état sanitaire des végétaux et des produits végétaux. Cette reconnaissance, révisée en 2014, leur est désormais donnée à raison de critères objectifs définis selon le décret du 30 juin 2012 (notamment compétences en diagnostic phytosanitaire, indépendance et impartialité du diagnostic sanitaire…).

#### Bases de données et dictionnaires
- Ressource relative à la santé :   - Medical Subject Headings
- Notice dans un dictionnaire ou une encyclopédie généraliste :   - Encyclopédie de l'Ukraine moderne
- Notices d'autorité :   - LCCN
  - GND
  - Israël
  - Lettonie